# 戦争省
戦争省（せんそうしょう、英: War Office）は、かつて1684年から1964年の期間に存在したイギリス陸軍を統括するイギリスの行政機関。「陸軍省」「軍務省」とも表記される。

## 概要
もともとは陸軍卿(Secretary at War)を補佐する軍務所として発足。前身的組織はピューリタン革命時の王党派・議会軍双方に見出せる。陸軍卿はもともとは陸軍総司令官に従属するものだが、1660年の王政復古後に徐々に権限を拡大させ、18世紀に軍事面での国王の助言者、軍事財政の議会の責任者として国務卿(Secretary of State)に並ぶ権力を有するようになった。しかし1794年に陸軍大臣が新設されると取って代われるようになっていった。
1801年には植民地省と統合されて陸軍・植民地省となったが、19世紀中期のクリミア戦争で陸軍の非効率性が浮き彫りとなったことで陸軍・植民地省改革の動きが強まり、1854年には植民地省が陸軍省から切り離され、改めて陸軍大臣と植民地大臣が設置された。1863年には陸軍卿の職位が廃止された。
1868年から1874年にかけて陸軍大臣を務めたエドワード・カードウェルの下、陸軍行政は陸軍省が統括することになり、能率化が図られたが、軍令については引き続き陸軍総司令官が掌握。陸軍総司令官には王族の就任が多かったのでその改革は長く進まなかった。
しかし1895年に多年にわたって陸軍総司令官として君臨し、改革を阻み続けたケンブリッジ公ジョージが辞職したことで陸軍総司令官職の権限の制限が行われた。この際に陸軍大臣の下には軍政一般の助言を行う軍務評議会(War Office Council)が設けられ、陸軍総司令官の下には軍令の助言を行う陸軍局(Army Board)が設けられた。1904年に軍務評議会と陸軍局が合併されて陸軍本部(Army Council)となり、陸軍大臣の下に置かれた。また陸軍総司令官職は陸軍参謀総長に改組された。

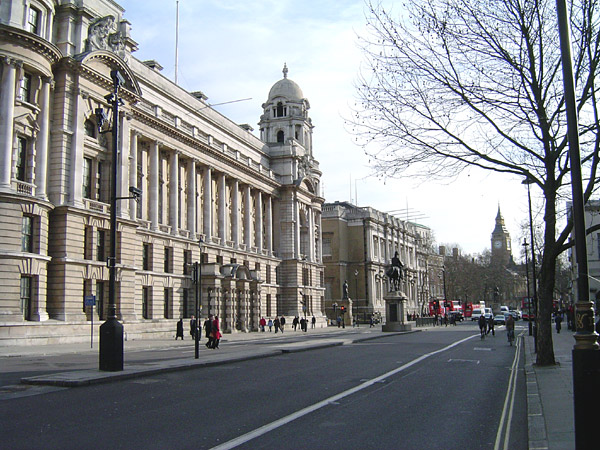
旧戦争省の建物

1964年に軍機構の大改革があり、陸海空軍を統合する国防省が新設され、陸軍大臣も陸軍省も陸軍本部も廃止となった。旧陸軍省は国防省の陸軍委員会となり、現在に至っている。
ロンドン中心部に現存する建物は1906年から1964年まで使用された建物で7階建ての建物で、およそ1000室ある。5年間の工期で建設費は当時の貨幣で120万ポンド以上かかったとされる。
2014年に国防省は建物をインド資本のヒンドゥジア・グループに売却した。